# Darwin González
Darwin Jesús González Mendoza (Calabozo, 20 maggio 1994) è un calciatore venezuelano, centrocampista del Cape Town City.

## Caratteristiche tecniche
È una esterno destro.

## Carriera
Cresciuto nelle giovanili del Dep. La Guaira, ha esordito il 26 aprile 2015 in occasione del match vinto 1-0 contro lo Zulia.

## Statistiche

### Presenze e reti nei club
Statistiche aggiornate al 23 marzo 2018.
| Stagione        | Squadra         | Campionato      | Campionato | Campionato | Coppe nazionali | Coppe nazionali | Coppe nazionali | Coppe continentali | Coppe continentali | Coppe continentali | Altre coppe | Altre coppe | Altre coppe | Totale | Totale | Totale |
| Stagione        | Squadra         | Comp            | Pres       | Reti       | Comp            | Pres            | Reti            | Comp               | Pres               | Reti               | Comp        | Pres        | Reti        | Pres   | Reti   |        |
| --------------- | --------------- | --------------- | ---------- | ---------- | --------------- | --------------- | --------------- | ------------------ | ------------------ | ------------------ | ----------- | ----------- | ----------- | ------ | ------ | ------ |
| 2014-2015       | Dep. La Guaira  | PD              | 2          | 2          | CV              | 0               | 0               |                    | -                  | -                  |             | -           | -           | 2      | 2      |        |
| 2015            | Dep. La Guaira  | PD              | 16         | 4          | CV              | 5               | 1               | CS                 | 2                  | 0                  |             | -           | -           | 23     | 5      |        |
| 2016            | Dep. La Guaira  | PD              | 36         | 4          | CV              | 0               | 0               | CS                 | 5                  | 2                  |             | -           | -           | 41     | 6      |        |
| 2017            | Dep. La Guaira  | PD              | 17         | 7          | CV              | 0               | 0               |                    | -                  | -                  |             | -           | -           | 17     | 7      |        |
| 2017-2018       | Patronato       | PD              | 3          | 0          | CA              | 0               | 0               |                    | -                  | -                  |             | -           | -           | 3      | 0      |        |
| Totale carriera | Totale carriera | Totale carriera | 74         | 17         |                 | 5               | 1               |                    | 7                  | 2                  |             | -           | -           | 86     | 20     |        |